# Der Butt

Gleichnamige Skulptur von Günter Grass im dänischen Sønderborg

Der Butt ist ein 1977 erschienener Roman des Schriftstellers Günter Grass. Mit Fokus auf das Gebiet der Weichselmündung behandelt er auf mehreren Erzählebenen die Geschichte der Menschheit von der Jungsteinzeit bis zur Gegenwart und hier insbesondere das Verhältnis zwischen Mann und Frau. Das Märchen Vom Fischer und seiner Frau ist dabei Ausgangspunkt und strukturgebendes Merkmal. Daraus entnommen ist der Butt, ein sprechender Fisch, den Grass als allzeitigen Berater der Männersache vorführt.

## Erzählperspektive und -ebenen
Günter Grass lässt in seinem Roman einen zeitlich entgrenzten männlichen Ich-Erzähler wirken. Die temporale Omnipräsenz wird sofort zu Beginn des Romans in den Worten „Ich, das bin ich jederzeit“ festgestellt.
Und auch Ilsebill, die Frau als solche, lässt Grass „von Anfang an da“ sein. Mit diesen Hinweisen wird der Leser in die erste der drei Erzählebenen eingeführt: die Geschichte und auch Geschichtskritik. Dafür schlüpft der Erzähler je nach Epoche in das Gewand eines mehr oder weniger bedeutenden Mannes und lässt Ilsebill als eine Köchin auftreten.
Ebenfalls auf der ersten Seite des Romans finden sich die Überlagerungen der weiteren Erzählebenen. „Bevor gezeugt wurde, gab es Hammelschulter zu Bohnen und Birnen“. Bereits hier wird ein weiterer Doppelcharakter des Romans deutlich: Er ist „Liebesroman […] [und] zugleich Kultur- und Küchen-Geschichte der Ernährung“.
Damit steht auf einer ersten Erzählebene – ähnlich wie bei Gustav Freytags sechsteiligem Roman Die Ahnen (1872–1880) – die auf eine Region fokussierte Menschheitsgeschichte im Vordergrund, während die zweite Ebene das Verhältnis zwischen dem gegenwärtigen Erzähl-Ich und dem aktuellen femininen Gegenpol Ilsebill beschreibt. Auf einer dritten Ebene spielt das Motiv der Ernährung. Grass lässt nicht nur die jeweils für das Erzähl-Ich relevante Frau in den verschiedenen Epochen als Köchin auftreten, sondern gibt über die Zeit hinweg einen kleinen Einblick in die Danziger und kaschubische Küchenhistorie und erfüllt damit das im Roman Aus dem Tagebuch einer Schnecke gegebene Versprechen, ein „erzählendes Kochbuch“ zu schreiben.
Neben dem Ich-Erzähler bildet der Butt eine weitere Erzählinstanz. Er steht „in einem Vater-Sohn-Verhältnis“ zum Ich-Erzähler. Über den Butt wird ein feministisches Tribunal eröffnet, welches „gegen [ihn] als den Inspirator der patriarchalen Ordnung“ zu Gericht sitzt. Das Tribunal dient dem Butt als Forum für seine Erzählungen. Butt und Ich-Erzähler ergänzen sich oder wiederholen Teile der Geschichtserzählung.

## Inhalt
Die circa viertausendjährige Menschheitsgeschichte vom Neolithikum bis zur polnischen Streikbewegung im Jahr 1970, einem Vorläufer der Solidarność 1980, auf der Danziger Leninwerft gliedert Grass in neun Kapitel. Auf der zweiten Erzählebene entsprechen die neun Kapitel den neun Monaten der Schwangerschaft von Ilsebill, der Frau des Ich-Erzählers der Gegenwart und Sinnbild der Frau an sich. Um auch der dritten, küchengeschichtlichen Ebene Tribut zu zollen, lässt Grass über die Kapitel hinweg neun bzw. elf Köchinnen erscheinen. Im ersten Monat bzw. Kapitel werden dabei drei Köchinnen erwähnt, in den folgenden acht jeweils eine einzige.
Die Erzählebenen werden im neunten Monat zusammengeführt. Die vergangenen Zeiten sind vorbei, und die Zukunft steht ins Haus. Das Neugeborene gilt dabei als Hoffnungsträger und Chance, das vergangene Fehlen und Verfehlen nicht fortzuführen oder zu wiederholen: ein „verzweifelt utopische[s] Ende“.
Die Dominanz der geschichtlichen Erzählebene spiegelt sich auch in der nun folgenden inhaltlichen Zusammenfassung: Die Ebene der Ilsebill und des gegenwärtigen Erzähl-Ichs wird nur angerissen, die Küchengeschichte gänzlich fallen gelassen.

## Form
Der Roman gliedert sich entsprechend Ilsebills Schwangerschaft in neun „im ersten Monat“, „im zweiten Monat“ und so fort benannte Teile. Die Teile gliedern sich wiederum in Kapitel, die entweder aus einem erzählerischen Text oder einem Gedicht bestehen. Bei den Gedichten ist deren Titel zugleich die Kapitelüberschrift. Eine Ausnahme dieser Regel stellt der achte Monat mit dem Titel Vatertag dar. Dieses Kapitel, in dem Grass auf satirische Weise auf die Frauenbewegung eingeht, wurde nicht in Unterkapitel unterteilt. Auch die Erzählperspektive ändert sich: Der zuvor immer auch aktiv beteiligte Erzähler ist im achten Monat lediglich ein am Geschehen nicht teilhabender Beobachter.

## Interpretation
Grass bietet in Der Butt eine Neuauflage der Frage, welches Geschlecht an dem, primär als negativ empfundenen, Verlauf der Geschichte Schuld trägt. Er kehrt dabei die Rollenverhältnisse des Märchens (in der Fassung der Brüder Grimm) um und stellt den Mann als unersättliches Wesen dar, das immer gierig auf geschichtsstiftende Ereignisse – wie Völkerwanderung, technischen Fortschritt oder Krieg – war. Die Frauen hingegen sorgen für den ständigen Erhalt der Menschheit durch forcierten Zeugungsakt, Schwangerschaft, Geburt und Ernährung. Somit stellen sie die wahren „Helden“ der Geschichte, während der männliche Drang nach Fortschritt die Menschheit an den Abgrund führt. Der Butt dient dabei als Auslöser und Katalysator maskuliner Historizitätsfixierung.
Mit der „dritten Brust“ der Mütter zu Beginn der Geschichtsschreibung wirft Grass abermals die Frage nach einem Dritten Weg auf. Diese gesuchte Alternative könnte, dem Inhalt und der Thematik des Romans zufolge, ein Mittelweg zwischen den zwei Extremen Matriarchat und Patriarchat sein. Mit dem Wegfall dieser Brust scheint dieses Gegenangebot allerdings vom Autor verworfen zu werden. Auch die Umstände, unter denen die „dritte Brust“ wegfällt, lassen darauf schließen, dass der Dritte Weg immer nur Illusion, nie aber eine realisierbare Option war: „Doch als Wigga in mehreren Großaktionen die sogenannte Traumrunkel […] ausrotten ließ und uns jenes Wunschkraut nahm, […] sahen wir nicht mehr wirklich, was uns Wunsch war. […] Auf einmal […] stand die gute alte Wigga mit nur zwei ordinären Titten da.“

## Rezeption
Der Butt fand ein außerordentlich breites Medienecho und wurde in zahlreiche Sprachen übersetzt. Vor allem in der Frauenbewegung wurde der Roman negativ aufgenommen. Die Frauenzeitschrift Emma etwa kürte Grass für sein Werk zum Pascha des Monats. Er gilt nach Die Blechtrommel als Grass’ bedeutendstes Werk.
Der erste Satz des Romans, „Ilsebill salzte nach.“, wurde 2007 zum schönsten ersten Satz eines deutschsprachigen Romans gewählt.

## Ausgaben
- Der Butt. Luchterhand, Darmstadt/Neuwied 1977, ISBN 3-472-86069-3. (29 Wochen lang in den Jahren 1977 und 1978 auf dem Platz 1 der Spiegel-Bestsellerliste)
- Der Butt. Fischer-TB 2181, Frankfurt am Main 1979, ISBN 3-596-22181-1.

Aktuelle Ausgaben
- Der Butt. 7., neu durchges. Auflage, dtv 14480, München 2015, ISBN 978-3-423-14480-3.
- Der Butt. Steidl, Göttingen 2011 (Erstausgabe 1993), ISBN 978-3-88243-489-7 (= Werkausgabe, Band 8).

### Hörbuch
- Günter Grass liest Der Butt (24 CDs, 1740 Minuten). Steidl, Göttingen 2010, ISBN 978-3-86521-514-7.
- Günter Grass liest Der Butt (3 MP3-CDs). Steidl, Göttingen 2011, ISBN 978-3-86930-195-2.